# Памятник Катопули
Памятник Катопули (Котопули, Катапули) — монумент в виде ангела с крестом на склепе итальянского купца греческого происхождения Филиппа Катопули, находится в Таганроге на Старом городском кладбище.

## Описание
Памятник расположен на склепе с четырьмя арками, который поддерживают угловые рустованные колонны. Верхняя часть центральной арки (над входом) украшена медальонами, углы колонн — орнаментом в виде растений. Вся конструкция накрыта куполом с прямоугольной башенкой, которая является пьедесталом для фигуры ангела. Памятник ангела Скорби привносит в комплекс элемент сентиментальности. Высота склепа с памятником — примерно 7 метров. Вся конструкция облицована белым мрамором. Лицо ангела скорби высечено весьма выразительно. Ангел держит крест, установленный на пьедестал, диаметром 30 сантиметров.
Памятник возвели в 1872 году, его изготовили в Италии и по частям доставили морем в Таганрог. К настоящему времени первозданный вид комплекса несколько изменился: крест у ангела местами разрушен, медальон не сохранился, как и основная масса облицовочного белого мрамора. Небольшой барельеф с ликом Иисуса Христа, находившийся в центре креста, в настоящее время помещён на другом захоронении недалеко от склепа. На входе в склеп тяжёлая железная дверь, над которой сохранилась надпись: «ФИЛИППЪ ДМИТРІЕВИЧЪ КОТОПУЛИ РОДИЛСЯ 23 ДЕКАБРЯ 1814, СКОНЧАЛСЯ 13 IЮЛЯ 1867 ГОДА». Окна склепа заблокированы.
Согласно распространённой версии, склеп упомянут А. П. Чеховым в произведении «Ионыч» как усыпальница итальянской оперной певицы Диметти. Ряд историков заявляют, что фамилия Диметти действительно принадлежала посетившей Таганрог на гастролях итальянской певице, и это звучное имя использовал автор рассказа в отношении склепа Котопули. Достоверных исторических данных нет.
Памятник является объектом культурного наследия регионального значения, куда отнесён по решению Малого совета Ростовского областного совета народных депутатов № 301 от 18.11.1992 г. Примечательно, что на официальном портале Правительства Ростовской области в списке объектов регионального значения усыпальница продолжительно так и значилась: «Памятник на могиле Диметта, который описан в рассказе А. П. Чехова „Ионыч“». Тем не менее в 2016 году ошибка была устранена, теперь наименование объекта культурного наследия звучит как «Мавзолей с ангелом на захоронении Ф. Д. Котопули, который описан в рассказе А. П. Чехова „Ионыч“ как „памятник Диметти“».